# NKD
De NKD Group GmbH is een van de grootste textielretailers in Duitsland en Oostenrijk. Het vestigingennetwerk, dat zich uitstrekt over Duitsland, Oostenrijk, Italië, Slovenië, Kroatië en Tsjechië, omvat ongeveer 2000 vestigingen (2021). Het assortiment omvat onder meer dagelijkse- en sportkleding, huishoudtextiel en kleinere meubels in het lagere prijssegment. De afkorting NKD staat voor Niedrig Kalkuliert Discount.
De omzet van het bedrijf bedroeg € 737 miljoen in 2019. De keten verhoogde daarmee zijn omzet voor het vijfde jaar op rij. In de jaren 2014 tot 2019 realiseerde het bedrijf een gemiddelde jaarlijkse omzetgroei van 4,6 procent per jaar.

## Geschiedenis

### Oprichting en uitbreiding
In 1962 opende Burkard Hellbach de eerste winkel onder de naam NK Discount in Essen-Rüttenscheid. In 1976 werd in Bindlach een logistiek magazijn geopend. In 1987 had NKD zo'n 300 vestigingen en bleef groeien: in 1989 waren er al 500 vestigingen in West-Duitsland. Vanaf 1990 werden ook vestigingen geopend in de nieuwe deelstaten, door onder andere de overname van de warenhuizen van de consumentencoöperaties in Cottbus en Dresden-Land. In 1992 werd het nieuwe hoofdkantoor in Bindlach gebouwd. In 1995 breidde NKD uit naar Oostenrijk en nam ongeveer 100 vestigingen over van Herz TPS (Tiefpreisshop), die in 2004 werden omgedoopt tot NKD.

### Eerste tegenslagen
Het op 28 februari eindigende boekjaar 1998 kende een omzet van DM 588 miljoen. Voor het eerst was er een verlies van 5 miljoen DM.  Op dat moment werden 740 verkooppunten met een oppervlakte van 210.000 m² en telde het bedrijf 3.300 medewerkers. Burkard Hellbach gaf het managementadviesbureau Roland Berger de opdracht om de crisis aan te pakken. Ze raadde aan om 65 warenhuizen te sluiten die onder de naam CityKauf opereerden en een breed assortiment aanboden. De te grote goederenvoorraad moest worden teruggebracht en de omloopsnelheid van de voorraad moest worden versneld.
Burkard Hellbach had vooral in de nieuwe deelstaten een grote vastgoedportefeuille opgebouwd, wat door te hoge rentelasten en een agressief aflossingsbeleid leidde tot een hoge uitstroom van liquiditeiten bij NKD. Hoewel een aantal voorstellen van Roland Berger werden uitgevoerd, werd het fiscale jaar, eindigend op 28 februari 2001, afgesloten met een omzet van DM 581 miljoen een verlies van DM 28,2 miljoen.
In 2001 verliet de oprichter van het bedrijf, Hellbach, het bedrijf. Nieuwe directeuren waren Uwe Lippe, Helmut Müller en Helmut Wirsieg. Op dat moment waren er, inclusief de dochteronderneming in Oostenrijk en Tsjechië, 4.072 mensen in dienst. Het aantal vestigingen was toegenomen tot 903 en de verkoopoppervlakte bedroeg 250.000 m².

### Het faillissement
Op 2 maart 2001 diende de houdstermaatschappij Hellbach GmbH & Co. Beteiligungs- und Vermögensverwaltungs-GmbH, Bindlach, een aanvraag in bij de rechtbank in Bayreuth om de insolventieprocedure te openen, die op 16 maart 2001 begon. NKD Vertriebs-GmbH vroeg in maart 2001 het faillissement aan. In beide procedures benoemde de rechtbank in Bayreuth de advocaat Volker Grub uit Stuttgart tot curator. Hij zag perspectief om het bedrijf voort te zetten en te herstructureren.  De twee belangrijkste banken, Hypovereinsbank AG en Commerzbank AG, verleenden de curator kredietlijnen ter waarde van € 25,2 miljoen. De personeelskosten werden deels gedekt door de voorfinanciering van de boedelopbrengst.

### De herstructuring
Het herstructureringsconcept van de curator, dat in de loop van 2001 werd uitgevoerd, omvatte het volgende:
- De sluiting van 127 onrendabele vestigingen met het verlies van 420 arbeidsplaatsen;
- Optimalisatie van de personeelskosten in de overige vestigingen en een verdere personeelsreductie met 240 mensen;
- Verlaging van de kosten van lopende huurcontracten en het afbouwen van de voorraden in alle vestigingen
- Daarnaast waren er voor het lopende boekjaar en het volgende boekjaar 30 nieuwe winkelopeningen gepland.

Door de herstructureringsmaatregelen kon het verlies uit gewone bedrijfsvoering worden teruggebracht tot € 7,7 miljoen en op 28 februari 2003 kon alweer een winst van € 14,5 miljoen worden bereikt. NKD had nu 2.751 medewerkers in dienst en bij dochteronderneming Herz in Oostenrijk nog eens 604 medewerkers. Er waren 750 vestigingen in Duitsland en 180 vestigingen in Oostenrijk. In Duitsland lag de focus op Beieren, Baden-Württemberg en de nieuwe deelstaten. 

### Einde faillissement met insolventieplan
Grub beëindigde de insolventieprocedure van NKD Vertriebs GmbH met een insolventieplan dat op 27 november 2002 met 99% van de stemmen door de schuldeisers werd goedgekeurd tijdens een vergadering van schuldeisers voor de rechtbank van Bayreuth. 
....Insolventie schuldeisers met vorderingen van 97,5 miljoen DM kreeg een betalingsquotum van 30 procent. De beveiligde bankcrediteuren beloofden ook 40 procent van hun leningvorderingen over te dragen aan de enige aandeelhouder, Hellbach GmbH & Co. Beteiligungs- und Vermögensverwaltungs-GmbH, die ook in de insolventieadministratie van Grub zat. Dit gebeurde met de verplichting om ze om te zetten in kapitaal van NKD Vertriebs-GmbH.  Als gevolg hiervan kon Grub, als de curator van Hellbach, nu het kapitaal van NKD-Vertriebs-GmbH van de hand doen en op zoek gaan naar een investeerder voor het bedrijf. 

### Overname door de Daun-G Groep
Nadat NKD Vertriebs GmbH was geherstructureerd en weer winst maakte, kon Grub zonder tijdsdruk investeerders zoeken.
Op 30 juni 2003 verkocht Grub alle aandelen in NKD Vertriebs-GmbH aan Daun &amp; Cie AG, Rastede, die het bedrijf aanvankelijk met succes onder hetzelfde management voortzette. Daun had al met succes een bedrijvengroep opgebouwd met textielbedrijven in Duitsland, waartoe  op dat moment Mehler AG, Stöhr &amp; Co. AG, Mech. Baumwoll-Spinnerij &amp; Weberei Bayreuth AG, KBC en de Lauffenmühle behoorden. Voor Daun was de overname van NKD-Vertriebs-GmbH de eerste stap in de verkoop van textiel.

### Onder Daun & Cie
In 2004 had NKD in totaal 1000 vestigingen en werden 65 vestigingen van de h+e Markt-filialen van Hummel & Edenhofer Handels-GmbH & Co. KG uit Massing overgenomen. In 2005 werden 34 filialen van het insolvente Alltex-Eisel GmbH & Co. KG, gevestigd in Reilingen, overgenomen.
In 2007 opende NKD de eerste vestigingen in Noord-Italië en lanceerde een online shop. In 2007 werkten er 4600 medewerkers in het bedrijf. In 2008 werd het eerste filiaal geopend in Slovenië. In 2009 nam NKD 23 vestigingen over van de failliete Woolworth Group, 20 vestigingen van het failliete modehuis Keilbach en 12 vestigingen van het failliete Adessa Moden GmbH. De eerste vestiging werd geopend in Kroatië in 2010 en in Polen in 2011.
In 2011 steeg het aantal vestigingen in heel Europa tot 1.600 en het aantal medewerkers tot circa 7.000. In augustus 2012 nam NKD als gevolg van het faillissement van Schlecker 50 XL-vestigingen en 30 Ihr Platz-locaties over.
In 2013 vierde NKD de uitbreiding van haar logistiek centrum in Bindlach, met een opslagruimte van ongeveer 53.000 vierkante meter en 17.000 palletplaatsen.
In juni 2013 bracht Wirtschaftswoche verslag uit over de financiële moeilijkheden van het bedrijf. Daun & Cie AG zou zo'n 40 miljoen euro aan NKD hebben betaald om een dreigend faillissement af te wenden en was op zoek naar een investeerder die de groep als geheel zou overnemen. Daarnaast werd bekend dat de balans uit 2012 niet klopte omdat het daadwerkelijke verlies van zo'n 40 tot 60 miljoen euro niet werd getoond. Op 13 augustus 2013 kondigde NKD aan dat het ongeveer 100 van de 650 banen op het hoofdkantoor in Bindlach zou schrappen en onrendabele vestigingen zou sluiten.
In november 2013 heeft het parket in Hof aangifte gedaan tegen de reeds in hechtenis genomen voormalig directeur Michael Krause en een van zijn medewerkers op verdenking van fraude. Een bedrasg van € 3,7 miljoen zou via Hong Kong naar Cyprus zijn verschoven en verborgen in de boekhouding van NKD. In april 2015 werd hij door de derde strafkamer van de rechtbank in Hof veroordeeld tot 6 jaar gevangenisstraf.
Nadat het bedrijfsmodel was aangepast aan het oorspronkelijke concept van NKD als een "lokale winkel voor het hele gezin" en een winkel met een goede prijs/kwaliteitsverhouding, herstelde NKD zich economisch. De oppervlakteproductiviteit is sinds 2014 met ongeveer 29,7 procent gestegen. In 2019 werd een operationeel resultaat (Ebitda) van € 40 miljoen behaald.

### Onder TDR Capital
Sinds 2019 is NKD in handen van de Britse private equity investeringsmaatschappij TDR Capital.

## NKD Group GmbH
In Centraal-Europa had NKD 2021 ongeveer 2.000 vestigingen, waarvan ongeveer 1.300 in Duitsland. In 2021 had het bedrijf ongeveer 9.000 medewerkers hebben in heel Europa, waarvan ongeveer 6.200 in Duitsland.